# Palmbach (Aar)
Der Palmbach ist ein Bach im westlichen Hintertaunus mit insgesamt etwa nordwestlichem Verlauf, der im
hessischen Rheingau-Taunus-Kreis entsteht und bei Zollhaus im rheinland-pfälzischen Rhein-Lahn-Kreis von rechts in die untere Aar mündet, einen Nebenfluss der Lahn.

## Geographie

### Verlauf
Der Palmbach entsteht im Waldgebiet um den 376 m ü. NHN hohen Bruchberg zwischen den Hünstettener Orten Limbach im Süden und Ketternschwalbach im Nordwesten. Er fließt kurz westlich bis an den Waldrand, wo ihm von links diesem entlang ein erster anderer Quellarm zuläuft, dann nordwestlich auf Ketternschwalbach zu, wo er zwei weitere kurze Quellbäche von rechts aufnimmt und sich durch den Ort auf westsüdwestlichen Lauf bis nahe Panrod kehrt. Diesen Ortsteil von Aarbergen durchfließt dicht im Süden der Daisbach, der Palmbach selbst berührt den Ort nur im Norden und wendet sich dann auf fast bis zuletzt nordwestlichen Lauf.
Auf diesem langen Abschnitt bis Burgschwalbach läuft er in einer Wiesenaue durch ein Waldgebiet und nimmt von rechts nacheinander seine großen Zuflüsse Seelbach (noch diesseits der Landesgrenze), dann Prebach und im Ort Burgschwalbach selbst Prabach auf. Ab dort fließt er dann etwas mehr westlich und mündet bei Zollhaus von rechts in die untere Aar.
Vermutlich mehr oder weniger weit rechts des Palmbachs liegt die nicht sicher lokalisierte Dorfwüstung Seelbach.

### Zuflüsse
- Seelbach, von rechts zwischen Aarbergen-Panrod und der Landesgrenze zu Rheinland-Pfalz
- Prebach, von rechts vor Burgschwalbach
- Prabach, von rechts in Burgschwalbach